# Chittenden County
Chittenden County ist ein County im Bundesstaat Vermont der Vereinigten Staaten. Der Sitz der Countyverwaltung (County Seat) befindet sich in  Burlington. Das U.S. Census Bureau hat bei der Volkszählung 2020 eine Einwohnerzahl von 168.323 ermittelt.

## Geographie
Das County liegt im Nordwesten von Vermont, grenzt im Westen an New York und hat eine Fläche von 1.605 Quadratkilometern, wovon 209 Quadratkilometer Wasserfläche sind. Es grenzt im Uhrzeigersinn an folgende Countys: Grand Isle County, Franklin County, Lamoille County, Washington County, Addison County, Essex County (New York) und Clinton County (New York).
Das Areal liegt zwischen dem Ostufer des Lake Champlain und der westlichsten Kette der Green Mountains. Es wird von einer Reihe von Wasserläufen durchzogen, die von den Bergen in den Binnensee entwässern. Die größten dieser Wasserläufe sind der Lamoille River und der Winooski River. Der Boden ist fruchtbar; er besteht aus den Sedimenten eines größeren Sees, der nach der Eiszeit durch eine Gletscherbarriere hier aufgestaut wurde.
Größere Kalkvorkommen, besonders in den Randgebieten der Green Mountains, werden seit Beginn der Besiedlung durch die Briten für die Herstellung von gebranntem Kalk und Zement genutzt.
Höchster Punkt des Countys ist der Mount Mansfield mit 1339 m, der Niedrigste ist die Oberfläche des Lake Champlain mit 30 m.
Die größte Stadt des Gebietes ist Burlington, die zugleich das wichtigste Industriezentrum Vermonts darstellt.

## Geschichte

### Ureinwohner
Indianische Siedlungen sind ab etwa 8.000 v. Chr. im gesamten Bereich um den Lake Champlain nachgewiesen. Funde alter Gräberfelder, Lagerstätten und kunstvoller Töpferwaren aus verschiedenen Besiedlungsepochen lassen eine Abfolge von sesshaften Siedlern und Nomadenvölkern als Bewohner vermuten.
Während der ersten Vorstöße vereinzelter französischer Siedler ab etwa 1665 und britischer Siedler ab 1772 fanden die Entdecker Siedlungen der Abenaki auf dem fruchtbaren Land an der Mündung des Lamoille River und nordwärts entlang der Missisquoi Bay vor, die alle einem Stamm der Abenaki angehörten. Zuvor, während der Besiedlungszeit durch die Franzosen, hatten die Abenaki im Krieg mit den Mohawks gelegen, die sie als Verbündete der Franzosen, die ab 1664 eine Reihe von Forts entlang des Sorel Rivers (damals „Richelieu River“ genannt) bis in den Lake Champlain errichteten und mit starken Militärkräften besetzten, nach Westen abdrängten. Doch auch eine vorgezogene Stellung im Zusammenhang mit dem Bau des französischen Forts St. Frederic am „Crown Point“ (1731) ist möglich. Da zu diesem Verteidigungspunkt keine zeitgenössischen schriftlichen Unterlagen bekannt sind, kann diese Frage nicht endgültig geklärt werden.
Der Zustrom an weißen Siedlern, besonders von Siedlern aus den südlichen, britischen Kolonien entlang des Hudson River, die den Lake Champlain um 1760 erreichten, verdrängte aber auch die Abenaki aus ihren Siedlungsgebieten; der im Bereich des heutigen Chittenden County ansässige Stamm schloss sich einem anderen Abenaki-Stamm an, der an der Mündung des St. Francis River in den St. Lorenz-Strom lebte.
Nicht alle Abenaki wurden sofort verdrängt. So unterzeichneten am 28. Mai 1765 Vertreter der britischen Verwaltung und der Häuptling eines einzelnen Abenaki-Stammes einen Vertrag über die Überlassung eines Landstückes an der Mündung des Missiquoi-Rivers. Zu diesem Zeitpunkt waren diese Abenaki durch eine örtliche Missionsstation der Jesuiten zum christlichen Glauben bekehrt. Der Vertrag hielt 29 Jahre. 
Damit waren aber nicht alle Abenaki befriedet. Insbesondere der verdrängte Stamm der St. Francis-Indianer stellte weiter Forderungen auf Rückgabe des ursprünglichen Landes und unterstrich dies durch Überfälle auf Siedlungen an der Missisquoi Bay. Diese Überfälle sind bis 1788 nachgewiesen; eine Petition mit Besitzansprüchen wurde dem Senat von Vermont noch 1798 vorgelegt. Ira Allen hatte 1786 die Indianer in Bezug auf ihre Forderungen an die Gerichte Vermonts verwiesen und für den Fall von Übergriffen den Einsatz von Militär angeordnet.

### Entdeckung durch europäische Kolonisten
Die erste Besiedlung fand etwa ab 1665 durch die Franzosen statt. Bei der Erstbesiedlung durch Briten wurden Ruinen von Häusern und Wehranlagen im Bereich der Town Colchester gefunden: vermutlich ein Fort, das als Erweiterung der Verteidigungslinie entstanden war, die 1665 als letzten sicher bekannten südlichen Ausläufer das französische Fort „St. Annen“ auf der Isle La Motte aufweist, das rund eine Tagesreise weiter nördlich liegt. Aufzeichnungen über diese Niederlassung sind aber nicht bekannt. Der Bereich von Chittenden County, insbesondere Flusstal und Mündungsbereich des Winooski River, waren während der French Wars (ab 1690) zentraler Ausgangspunkt und Durchgang für Angriffe der Franzosen und ihrer verbündeten Einheimischen auf die britischen Siedlungen im Tal des Connecticut River. Die Sicherung dieses zentralen Rückzugsweges durch ein Fort ist sinnvoll anzunehmen. Ebenfalls möglich ist allerdings, dass es sich um eine Wehrsiedlung aus der Zeit der Errichtung des ebenfalls französischen Forts St. Frederic am Crown Point handelt, das 1731 errichtet wurde.
Erste britische Siedler waren, soweit bekannt, Ira Allen und sein Onkel Remember Baker, die im Herbst 1772 den Flusslauf und das Tal des Winooski River erforschten. Beide kehrten als Siedler im Frühjahr 1773 zurück; Baker brachte seine Familie mit. Der Junggeselle Allen lebte bei Baker und dessen Familie. Gemeinsam errichteten sie ein befestigtes Blockhaus am Ufer des Winooski River, das sie Fort Frederick nannten und das zum Kernpunkt der späteren Besiedlung des Landstrichs wurde. Zwei deutsche Siedler hatten sich etwa zu diesem Zeitpunkt am Shelburne Point niedergelassen und wurden als friedfertig geduldet (sic!). Ihr Wohnhaus wurde 1773 von Allen im Rahmen einer Erkundungsfahrt entlang des Ostufers des Lake Champlain als Lodawick’s House („Ludwigs Haus“) kartografiert.
Der Krieg zwischen den Briten und den Franzosen um die Vorherrschaft auf dem amerikanischen Kontinent hatte erheblichen Einfluss auf die Besiedlungsgeschichte Chittenden Countys. Nach der Niederlage und dem Tod von General Richard Montgomery in Québec (31. Dezember 1775) und dem Rückzug General Sullivans im Herbst 1776 flohen die meisten der bis dahin etwa 40 Familien, die am Seeufer und im Tal des Winooski River ansässig waren; nur Joseph Brown und seine Familie blieben (ansässig am nach ihm benannten Brown River nahe Jericho), wurden aber von feindlichen Indianern entführt. Sein Blockhaus wurde danach von den zuvor weiter westlich stationierten britischen Soldaten als Fort genutzt. Die meisten Siedlerfamilien kehrten ab 1788, nach Ende des Unabhängigkeitskrieges und Ausrufung des Countys (1787), zurück und brachten eine große Zahl neuer Siedler mit. Die Bevölkerungszahl des Countys stieg in den folgenden zwanzig Jahren rapide an.

### Grenzziehungen und die Vermont Republic

Alterspyramide des Chittenden Countys (Stand: 2000)

Das County wurde am 22. Oktober 1787 durch den Senat der damaligen Vermont Republic als selbständige Verwaltungseinheit ausgerufen. Es handelte sich um eine erste Abspaltung von Addison County. Zu diesem Zeitpunkt war das County von wenigen 1.000 Siedlern bewohnt.
Bereits 1791 wurde die spätere University of Vermont als „Agricultural College of Vermont“ in Burlington gegründet.
Die Fläche des ursprünglichen Countys wurde durch die Abspaltung neuer Verwaltungseinheiten verringert. Zunächst erfolgte am 5. November 1792 die Abspaltung von Franklin County aus der nördlichen Hälfte Chittenden Countys. Am 5. November 1792 wurde aus weiteren Teilen Chittenden Countys und Orange Countys das Orleans County gebildet. Am 9. November 1802 folgten die bei der Abspaltung Franklin Countys verbliebenen Inseln im See, als Grand Isle County gegründet wurde. Zuletzt wurde am 26. Oktober 1835 das Lamoille County mit Anteilen Chittenden Countys gebildet. Seither blieben die Grenzen des Countys von großen Änderungen verschont.

### Bahnbau und Industrialisierung
Die Lage und die Fruchtbarkeit der Böden des Countys sorgten früh für eine Erschließung der Wasserwege in die Region. So erfolgte 1823 die Eröffnung des Lake Champlain Canal, der eine durchgehende Befahrung von Montreal bis New York ermöglichte. Die Bucht von Burlington dient als natürlicher Hafen. So entwickelte sich eine ständige Frachtschifffahrt auf dem Hudson River, dem See und dem Sorel River, dem Zufluss zum Flusssystem des St. Lorenz Stromes. Zudem entwickelte sich Burlington zum Knotenpunkt diverser Bahnlinien, so dass von hier aus der Warenumschlag in und aus der Region konzentriert wurde. Burlington wurde zum Haupthafen für den Import kanadischen Holzes.
Der Bau von Bahnlinien vervielfachte zusätzlich die landwirtschaftliche Produktion der Region. 1862 erreichte die damalige Central Vermont Railroad, dem Tal des Winooski River folgend, das Ostufer des Lake Champlain. Verkaufsagenturen entlang der Bahnstrecken, die als Umschlagstellen für die Landwirte dienten und die ihre Orders direkt aus Montreal, Boston und New York bekamen, sorgten für eine Intensivierung der landwirtschaftlichen Produktion durch erheblich vergrößerte Absatzmärkte bei zugleich verkürzter Anlieferungszeit.

### Bürgerkrieg
Mit Ausbruch des Amerikanischen Bürgerkrieges 1861 forderte das Kriegsministerium der Nordstaaten die angegliederten Staaten auf, bestimmte Kontingente an Soldaten zu stellen. Chittenden County wurde dabei aufgerufen, 78 Soldaten zu rekrutieren und der Nordstaaten-Armee zur Verfügung zu stellen. Die Kriegsbegeisterung war groß, und innerhalb von nur zehn Tagen war diese Forderung durch Freiwillige erfüllt; es gab keine Ablösezahlungen. Insgesamt wurden zwischen 1861 und 1864 rund 1.700 Soldaten in Chittenden County rekrutiert; sie stellten 16 Regimenter des Heeres und ein Regiment der Kavallerie. Zusätzlich heuerten die Staaten Maine, Massachusetts, New Hampshire und New York Soldaten aus Chittenden County an, um die eigenen Sollstärken zu erreichen.
Die Vermonter kämpften in einer großen Zahl von Schlachten des Bürgerkrieges, meist in nebengeordneter Stellung. Auf dem Gebiet des Countys fanden aber keine Schlachten statt. Im nördlich angrenzenden Franklin County wurde aber ein vereinzelter Überfall versprengter Nordstaatler aus dem Hoheitsgebiet Kanadas ausgeführt, der St. Albans Raid. Er sorgte auch in den Gemeinden des Chittenden Countys für einige Beunruhigung.

### Wirtschaftskonzentration und die Weltwirtschaftskrise von 1929

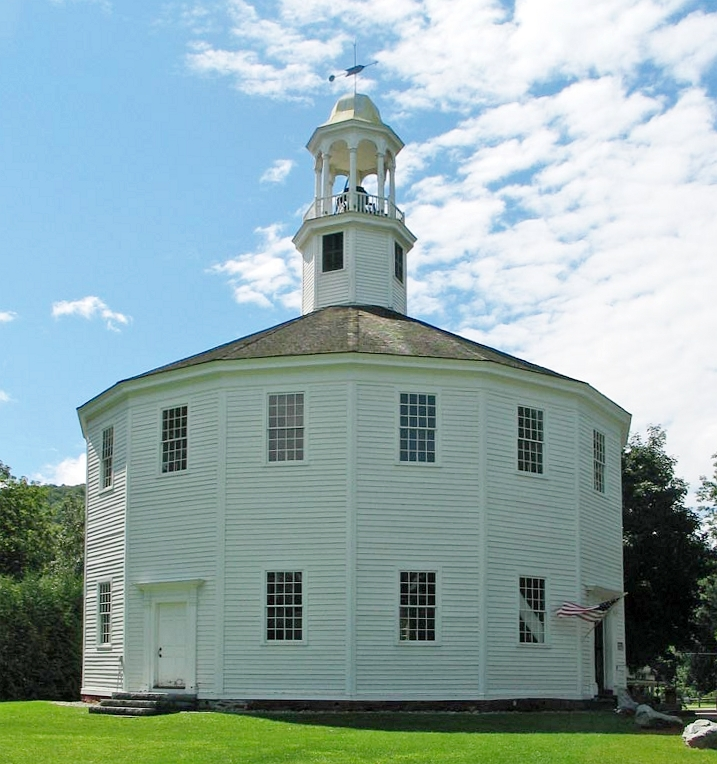
Old Round Church, eine 16-seitige Kirche, gelistet im NRHP

Der besonders gute Verkehrsanschluss Burlingtons mit seinem Hafen und dem Eisenbahnknoten sorgte für einen besonders starken Warenfluss in diesen Bereich. Zugleich waren die von den nahen Green Mountains strömenden, schnellen Wasserläufe gute Grundlage für Fabriken, die ihre Wasserkraft nutzen konnten. In der näheren Umgebung Burlingtons entstanden dadurch eine Reihe von Veredelungsindustrien, wie Sägewerke, Wollkämmereien und Kornmühlen.
Durch die große Vielfalt von Grund- und Veredelungsbetrieben waren die Auswirkungen der Weltwirtschaftskrise von 1929 zwar spürbar, weil der Export nach Kanada und zum Teil auch der Vertrieb von Baustoffen in die großen Wirtschaftsregionen an der Ostküste und entlang des Hudson River zurückgingen, konnten aber durch die Konzentration auf die Bedürfnisse der lokalen Industrie weitgehend abgefangen werden. So wurden auch Roosevelts Wirtschaftsmaßnahmen, der New Deal, die die Förderung der amerikanischen Wirtschaft zum Ziel hatten, nicht im Wirtschaftszentrum Burlington, sondern in den umgebenden Wäldern und Bergen angesetzt. Sie hatten vorrangig das Ziel, die Arbeitslosen anderer Gebiete der USA durch den Bau von Skipisten, Straßen und Zeltplätzen in produktive Arbeit zu bringen. Vermont profitierte im Nachhinein durch die dadurch verbesserte Infrastruktur und den Ausbau von Nationalparks und Wintersportgebieten.
Auch der Zweite Weltkrieg wirkte nur in geringem Maß auf die Wirtschaft Chittenden Countys ein, weil Schwerindustrie und andere kriegswichtige Industrien fehlten. Die leichte Schwächung der lokalen Wirtschaft, die sich aus den Statistiken ablesen lässt, ist offensichtlich in der Hauptsache auf den Abzug von arbeitsfähigen Männern in die amerikanische Armee zurückzuführen.

### Nach dem Zweiten Weltkrieg
Die bereits vorhandene Konzentration der Industrie in der Umgebung Burlingtons erhielt 1953 einen erheblichen Aufschwung, als sich nach dem Zusammenbruch einiger Wollkämmereien in Winooski, der einen Verlust von etwa 1.000 Arbeitsplätzen nach sich zog, eine Wirtschaftskooperation zwischen sieben Towns, Citys und Villages im Großraum Burlington bildete. Ein erster Erfolg war die Ansiedlung eines noch heute bestehenden Halbleiterwerks in Essex Junction mit 6.500 Arbeitsplätzen, des bis heute größten Arbeitgebers Vermonts. Die Kooperation besteht bis zum heutigen Tag und sorgt durch die Förderung und Vernetzung der sehr unterschiedlichen, in ihrem Einflussbereich angesiedelten Industrien für einen stabilen Wirtschaftsraum.
So wird in Burlington eine systematische Wirtschaftsentwicklung durch entsprechende Stadtplanung betrieben, die der kompletten Metropolregion dienen soll. Die Entwicklung konzentriert sich auf die Industriegebiete in der Uferregion des Lake Champlain. Nach einem 2010 abgeschlossenen Projekt mit ähnlicher Zielsetzung wird seit 2013 als neues Projekt die verbesserte Verbindung der Verkehrswege Straße, Schiene und Wasser in einem anderen Areal rund um einen Güterbahnhof angestrebt.
Die Konzentration der Wirtschaftsleistungen Vermonts auf den Großraum Burlington mit seinen angrenzenden Gemeinden führte auch zu einer starken Konzentration der Bewohner des Staates auf diese Region. So sind die vier einwohnerstärksten Gemeinden Vermonts (Stand: Volkszählung 2010) alle im Ballungsraum Burlington zu finden. Rund ein Viertel der Einwohner Vermonts leben in Chittenden County, vorwiegend im Flachland am See. Die östlich gelegenen Bergketten der Green Montains werden, ebenso wie die Inseln im Lake Champlain, in erster Linie als Naherholungsgebiete mit Naturschutzgebieten, Marinas, Wintersportzentren und Wildnis-Zeltplätzen genutzt. Auch die nördlich benachbarten Countys, insbesondere das Franklin County, werden vermehrt für touristische Zwecke genutzt.
Die Wirtschaftsentwicklung des Countys ist deutlich ansteigend. So erreichte die Arbeitslosigkeit Ende 2009, zum Höhepunkt der damaligen Finanzkrise, mit knapp 7 % den höchsten Wert seit Jahrzehnten. Im Mai 2013 war dieser Wert bereits wieder auf 3,5 % gefallen, mit weiter sinkender Tendenz.

## Städte und Gemeinden
Zusätzlich zu den selbständigen Verwaltungseinheiten, die unten aufgeführt werden, gibt es zwei mit eigenständigen Rechten versehene Villages Essex Junction und Jericho Village, die von den jeweils übergeordneten Towns mitverwaltet werden. Zudem gibt es für statistische Zwecke vier Census-designated places:Hinesburg, Milton, Richmond und Shelburne sowie die Unincorporated Village Buels Gore, Jonesville und Underhill Center.
| Ortschaft        | Status | Einwohner (2020) | Gesamte Fläche [km²] | Landfläche [km²] | Bevölkerungsdichte [Einwohner / km²] | Gründung      | Besonderheit           |
| ---------------- | ------ | ---------------- | -------------------- | ---------------- | ------------------------------------ | ------------- | ---------------------- |
| Bolton           | town   | 1.301            | 110,4                | 109,5            | 11,9                                 | 7. Juni 1763  |                        |
| Buels Gore       | gore   | 29               | 12,9                 | 12,9             | 2,3                                  | 4. Nov. 1780  | ohne eigene Verwaltung |
| Burlington       | city   | 44.743           | 40,1                 | 26,7             | 1.675,8                              | 7. Juli 1763  | County Seat            |
| Charlotte        | town   | 3.912            | 130,4                | 106,9            | 36,6                                 | 24. Juni 1762 |                        |
| Colchester       | town   | 17.524           | 151,7                | 94,1             | 186,2                                | 7. Juni 1763  |                        |
| Essex            | town   | 22.094           | 101,8                | 100,6            | 20,8                                 | 7. Juli 1763  |                        |
| Hinesburg        | town   | 4.698            | 103,2                | 102,1            | 46,0                                 | 21. Juni 1762 |                        |
| Huntington       | town   | 1.934            | 98,5                 | 98,3             |                                      | 7. Juni 1763  |                        |
| Jericho          | town   | 5.104            | 92,1                 | 91,7             | 55,7                                 | 7. Juni 1763  |                        |
| Milton           | town   | 10.723           | 157,7                | 133,1            | 80,6                                 | 8. Juni 1763  |                        |
| Richmond         | town   | 4.167            | 84,8                 | 83,7             | 49,7                                 | 27. Okt. 1794 |                        |
| Shelburne        | town   | 7.717            | 116,7                | 63,0             | 122,5                                | 18. Aug. 1763 |                        |
| South Burlington | city   | 20.292           | 76,6                 | 42,7             | 475,2                                | 22. Nov. 1864 |                        |
| St. George       | town   | 794              | 9,2                  | 9,2              | 86,3                                 | 18. Aug. 1763 |                        |
| Underhill        | town   | 3.129            | 133,1                | 132,9            | 23,5                                 | 8. Juni 1763  |                        |
| Westford         | town   | 2.062            | 101,8                | 101,2            | 20,4                                 | 8. Juni 1763  |                        |
| Williston        | town   | 10.103           | 79,2                 | 77,9             | 129,7                                | 7. Juni 1763  |                        |
| Winooski         | city   | 7.997            | 3,9                  | 3,7              | 2.161,4                              | 7. März 1922  |                        |